# Segunda División de Malta
La Segunda División de Malta (también conocida como Bank of Valletta Second Division debido a razones de patrocinio) fue la tercera liga más importante del fútbol de Malta, tras la Primera División de Malta y sobre la Tercera División de Malta. La liga fue fundada en 1909 y desaparecío en 2020 luego de que la fusionaran con la Tercera División de Malta para crear la Liga Nacional Aficionada Maltesa como la nueva tercera división.
La forman un total de 14 equipos; donde los dos primeros clasificados ascienden a la segunda categoría, la Primera División de Malta, mientras que los tres últimos descienden a la Tercera División de Malta.
El 13 de enero de 2011, la Asociación de Fútbol de Malta decidió expandir la liga a 14 equipos para la temporada 2011–12.

## Equipos 2020-21

### Grupo A
| Club                     | Temp. anterior |
| ------------------------ | -------------- |
| Birzebbuga St. Peters FC | 11º            |
| Gharghur FC              | Tercera Malta  |
| Ghaxaq FC                | Tercera Malta  |
| Marsaskala FC            | Tercera Malta  |
| Mellieħa SC              | 8º             |
| Mġarr United FC          | 4º             |
| Ta´Xbiex FC              | Tercera Malta  |
| Żurrieq FC               | 7º             |

### Grupo B
| Club                  | Temp. anterior |
| --------------------- | -------------- |
| Luqa St. Andrew´s FC  | 13º            |
| Mdina Knights FC      | Tercera Malta  |
| Msida St. Joseph FC   | Tercera Malta  |
| Mtarfa FC             | Tercera Malta  |
| Rabat Ajax FC         | 5º             |
| Siggiewi FC           | Tercera Malta  |
| Zabbar St. Patrick FC | 9º             |

### Grupo C
| Club                 | Temp. anterior |
| -------------------- | -------------- |
| Attard FC            | Tercera Malta  |
| Dingli Swallows FC   | Tercera Malta  |
| Kalkara FC           | 10º            |
| Kirkop United FC     | Tercera Malta  |
| Melita FC            | 6º             |
| St. Venera FC        | Tercera Malta  |
| Xgħajra Tornadoes FC | 12º            |

## Palmarés
- 1930: Msida Saint-Joseph F.C.
- 1931-1953: Desconocido
- 1954: St.George's FC
- 1955-1956: Desconocido
- 1957: St.George's FC
- 1958: Desconocido
- 1959: St.George's FC
- 1960-1965: Desconocido
- 1966: St.George's FC
- 1967: Msida Saint-Joseph F.C.
- 1968: Desconocido
- 1969: Qormi FC
- 1970-1971: Desconocido
- 1972: St.George's FC
- 1973: Qormi FC
- 1974: St.George's FC
- 1975-1984: Desconocido
- 1985: Mosta FC
- 1986-1988: Desconocido
- 1988: St.George's FC
- 1988-1992: Desconocido
- 1993: Mosta FC
- 1994-1996: Desconocido
- 1997: St.George's FC
- 1998: Desconocido
- 1999: Gżira United FC
- 2000: Qormi FC
- 2001: Mqabba FC
- 2002: Msida Saint-Joseph F.C.
- 2003: Tarxien Rainbows F.C.
- 2004: St.George's FC
- 2005: Tarxien Rainbows F.C.
- 2006: Qormi FC
- 2007: Dingli Swallows FC
- 2008: San Gwann F.C.
- 2009: Balzan F.C.
- 2010: Lija Athletic F.C.
- 2011: Zejtun Corinthians FC
- 2012: Gżira United FC
- 2013: Zebbug Rangers FC
- 2014: Mqabba FC
- 2015: San Gwann F.C.
- 2016: Marsa FC
- 2017: Zejtun Corinthians FC
- 2018: Gudja United FC
- 2019: St. George's FC
- 2020: Marsa FC